# Oxytrigona mellicolor
Oxytrigona mellicolor là một loài Hymenoptera trong họ Apidae. Loài này được Packard mô tả khoa học năm 1869.